# Ferdinand le Hétet
Ferdinand le Hétet (overleden (bij) Roeselare, 19 oktober 1914) was een Frans soldaat die sneuvelde aan het begin van de Eerste Wereldoorlog, tijdens de terugtrekking van de Franse troepen uit Roeselare.
Na zijn dood werd hij begraven op de Oude stedelijke begraafplaats van Roeselare, waar een dreef naar hem is genoemd. Zijn grafmonument, dat in diezelfde dreef ligt, springt meteen in het oog. Het ligt centraal tussen Franse en Britse oorlogsgraven.
Hij was voor de Roeselaarse bevolking een held, een symbool van het verzet tegen de Duitsers. Zijn praalgraf maakt gebruik van symboliek: een afgebroken zuil staat voor de dood, de lauwerkrans voor de overwinning, helm en geweer voor een in de strijd gesneuvelde soldaat. De witte kleur staat voor de helden, gezuiverd van alle menselijke onvolmaaktheden.

## Onderscheiding
- Croix de Guerre 1914-1918[1]